# Carretera

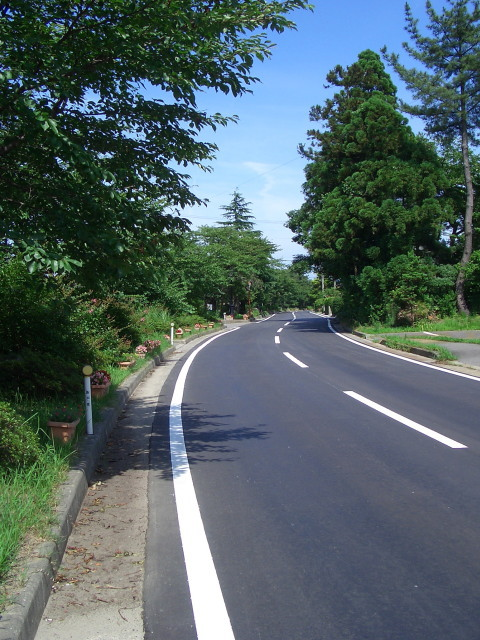
Carretera actual a Niigata, Japó

Una carretera o ruta (els dos termes respectivament a banda i banda de la frontera política essent manlleus per als termes desusats estrada i via) és una via de comunicació destinada a facilitar el desplaçament de vehicles amb rodes entre poblats. Es distingeix d'un simple camí perquè és especialment concebuda per a la circulació de vehicles de transport.
El territori ocupat per les carreteres resulta molt gran. Concretament a Espanya es calcula que hi ha 700.000 km de carreteres que ocupen 6.500 km² (més superfície que la província de Girona) amb uns 10 milions d'atropellaments de vertebrats.
Un dels grans impulsors de l'evolució viària fou l'Imperi Romà, deixant fins avui en dia una gran xarxa de carreteres que en el seu moment arribaren a estendre's uns 4.000 km d'est a oest i 3.700 km de nord a sud. Fins al segle xix l'extensió de les vies romanes no fou superada a Europa.
Una carretera està formada per una plataforma, que és la combinació del voral (una zona contigua a la calçada pensada perquè generalment no l'utilitzen automòbils excepte casos concrets) i la calçada (zona destinada a la circulació formada per carrils, unes zones longitudinals per on està pensat que càpiga un vehicle per zona d'aquestes). La plataforma pot estar dividida per una zona no destinada a la circulació anomenada mitjana. El carril pot tindre un o més sentits de la circulació i pot estar reservat a determinats tipus de vehicles (taxis, autobusos) o estar condicionat el seu ús (és el cas del carril de Vehicles d'Alta Ocupació).

## Història
Es creu que els primers camins van ser creats a partir del pas dels animals, encara que això està posat en dubte ja que els animals no solen recórrer els mateixos camins. El Camí d'Icknield és un exemple d'aquest tipus d'origen on humans i animals seguien el mateix camí. Aquests camins se'ls denomina camins del desig.
Una de les grans impulsores de l'evolució vial va ser la civilització romana, deixant fins avui (i encara en bones condicions) una vasta xarxa de carreteres.

### Història de les carreteres

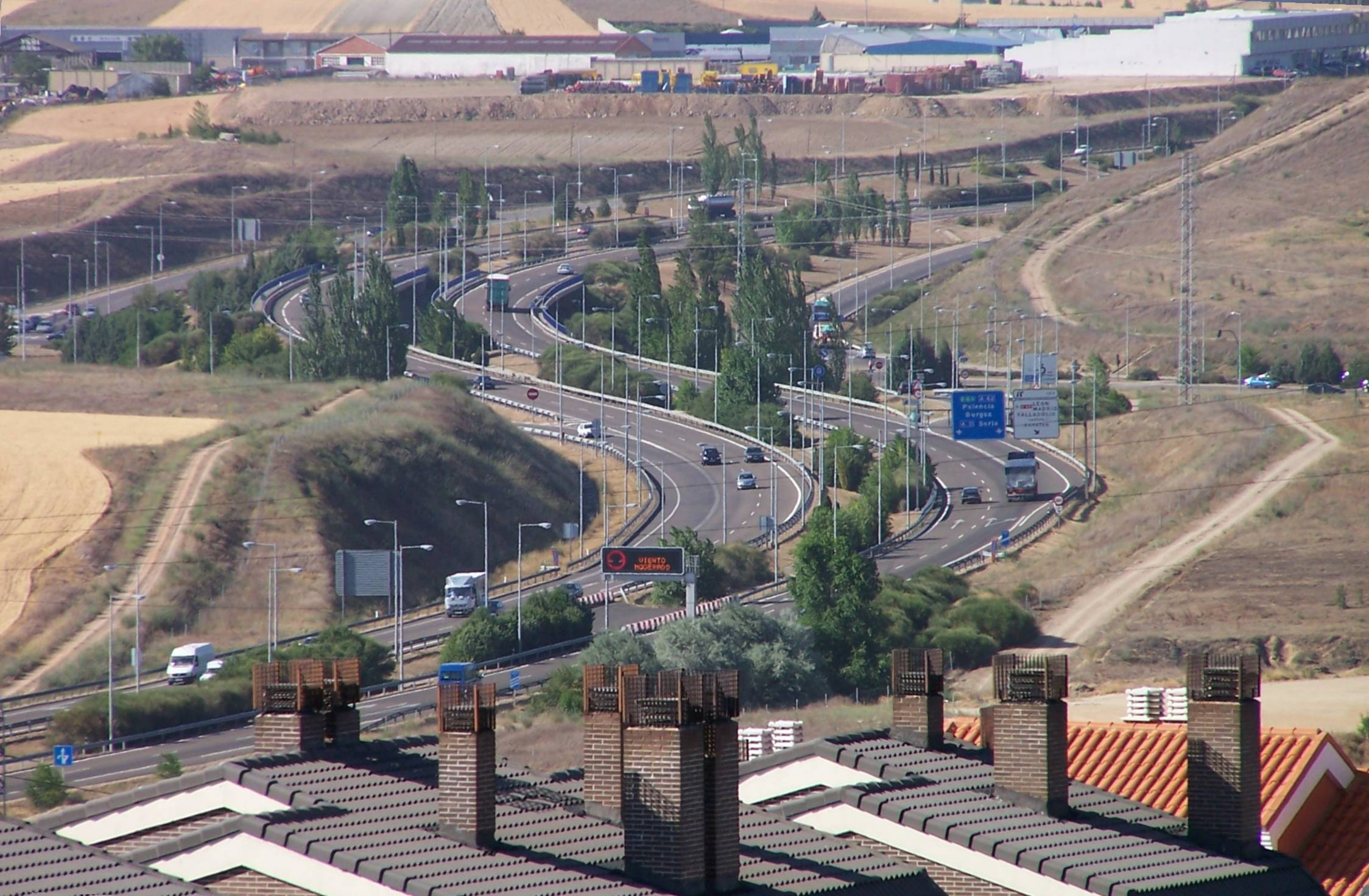
Autovia a Valladolid, Castella i Lleó.

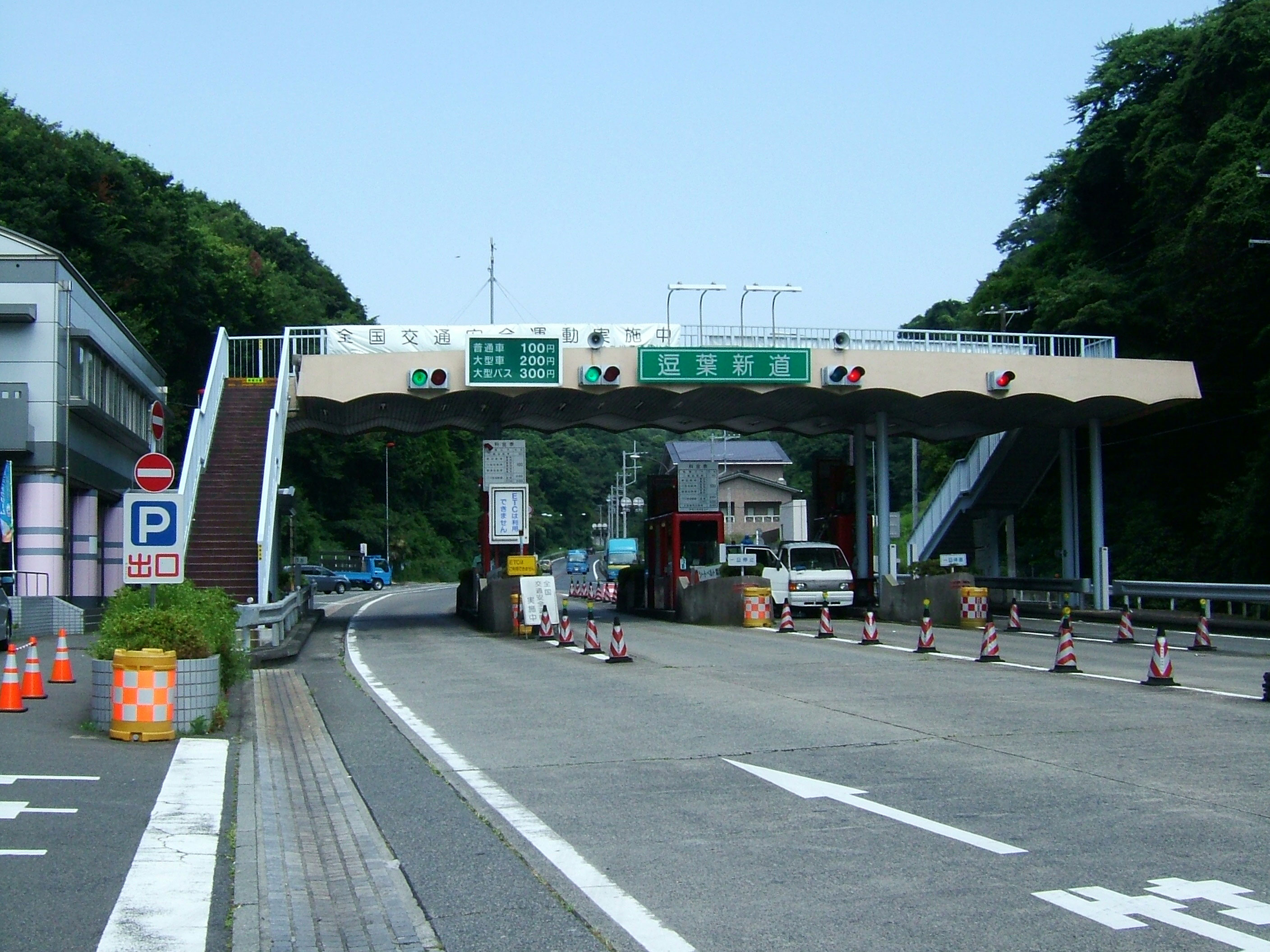
Cabines de peatge al Japó.

- Carrers pavimentats han estat trobats a Ur que daten de 4.000 anys abans Crist
- A l'Índia es van començar a usar maons per pavimentar els carrers 3.000 anys abans de Crist
- En el 500 a. C. Darios el Gran va ordenar executar la primera xarxa de camins, que va incloure la Ruta reial persa, també usat durant l'Imperi romà.
- A partir de l'any 312 abans de Crist l'Imperi romà va començar a construir una gran xarxa de calçades que va unir Europa i el Nord d'Àfrica mitjançant 29 grans artèries en una xarxa que cobria 78.000 quilòmetres.
- A partir del 700 després de Crist, l'Imperi islàmic va construir una xarxa de camins pròpia. Les més sofisticades apareixen a Bagdad, on s'utilitza quitrà. El quitrà es va extreure dels pous petrolífers de la regió mitjançant una destil·lació destructiva.[5]
- Al segle xvii, la construcció i el manteniment dels camins britànics depenia de les administracions locals. Aquesta situació va provocar un irregular estat de les mateixes. Per remeiar això es van crear les primeres vies de peatge l'any 1706 per sufragar els costos de manteniment de la via mitjançant el cobrament de tarifes. No obstant això, en 1844 uns disturbis van provocar la desaparició d'aquest sistema.[6]
- A Espanya, en el segle xviii, concretament en 1759 i durant el regnat de Ferran VI, es va crear la figura del "peó caminer". Situat a peu de camí, era l'encarregat de cuidar de l'estat de la carretera a cada llegua, unitat de distància equivalent a uns cinc quilòmetres i mig.
- En els anys 30 del segle XX a Alemanya es va començar a desenvolupar un nou tipus de carretera d'alta capacitat per a vehicles coneguda com autobahn. Van ser les primeres autopistes de la història.

## Tipus de carreteres
Les carreteres es classifiquen en:
- Autopistes: Es caracteritzen per estar construïdes amb la finalitat exclusiva de ser utilitzades per automòbils. Tenen quatre carrils o més.[8] I no tenen accessos des de les propietats dels voltants. Poden ser de peatge.
- Autovies: Es caracteritzen per estar construïdes amb la finalitat exclusiva de ser utilitzades per automòbils. L'accés des de les propietats dels voltants és limitat. Tenen quatre carrils o més agrupats en calçades separades per una mitjana.[9]
- Carreteres convencionals
- Vies per a automòbils: via exclusiva per a la circulació d'automòbils.[2]

## Preparació del sòl natural original

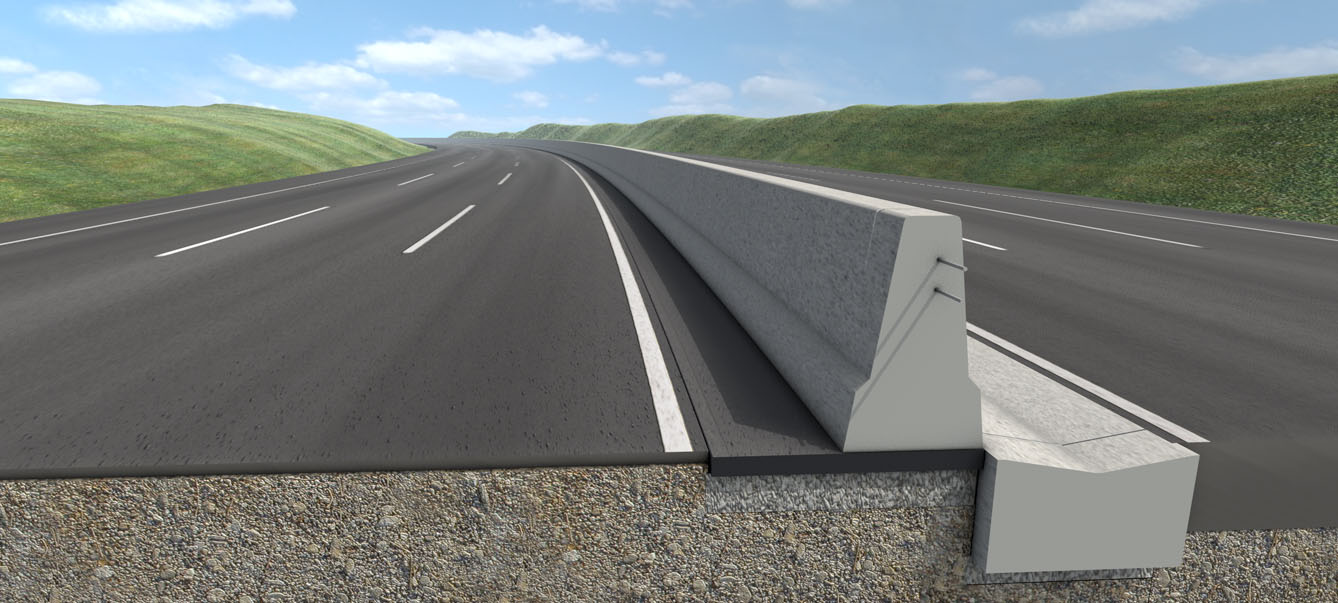
Perfil de via de doble sentit amb la capa asfàltica, la base d'àrids i una barrera de formigó separadora de sentits. Noteu la canalització d'aigües pluvials a la dreta de la barrera.

Els perfils edàfics naturals de cada terreny, cal transformar-los en perfils de gruix, materials àrids i tractament adient per tal que la capa final de morter de quitrà mantingui la seva forma dissenyada i els sots i guals triguen el major temps possible a aparèixer. Se sol distingir dues capes generals per sota de la capa de rodada: La base i la subbase. La subbase està constituïda per còdols i grans rocs barrejats amb sorra. La base està constituïda per grava i graveta barrejats amb sorra. Totes tres làmines adjacents són compactades per augmentar-ne les propietats físiques com ara la resistència a la pressió causada per les rodes dels vehicles.
En ocasions, hom pot trobar trams de carreteres amb asfalt de morter de ciment enlloc de morter asfàltic.

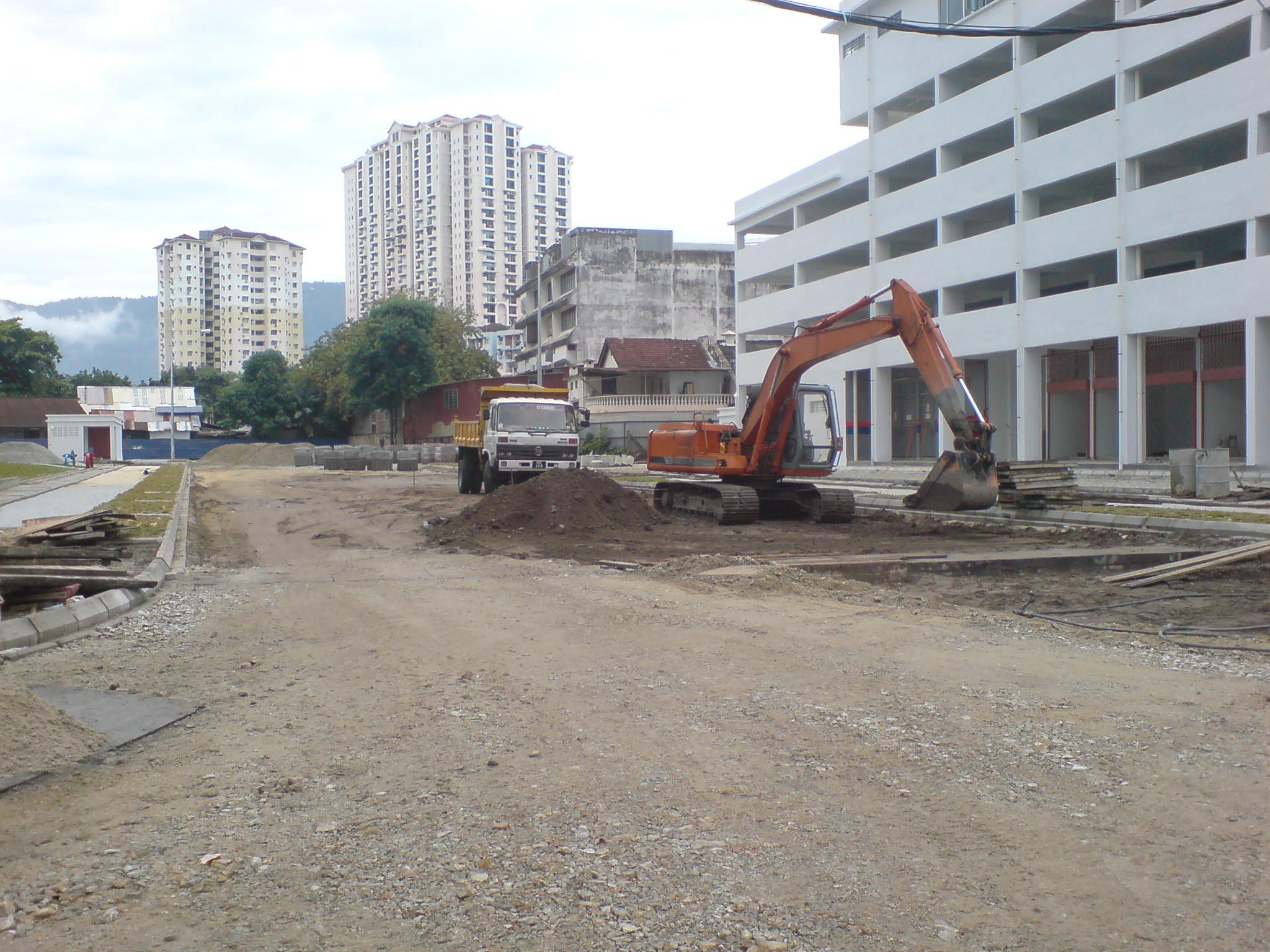
Retirada de terra inadequada (vermellosa) per substituir-la amb subbase i base (ciutat de Jelutong, Penang)

## Projecte i construcció de carreteres

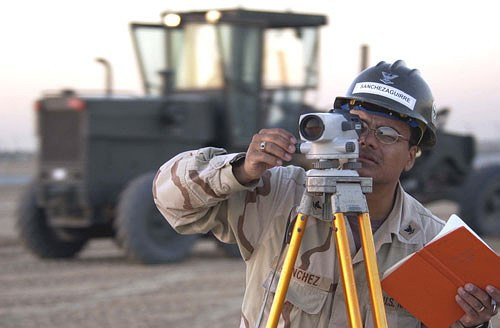
Operari utilitzant un instrument d'anivellació.

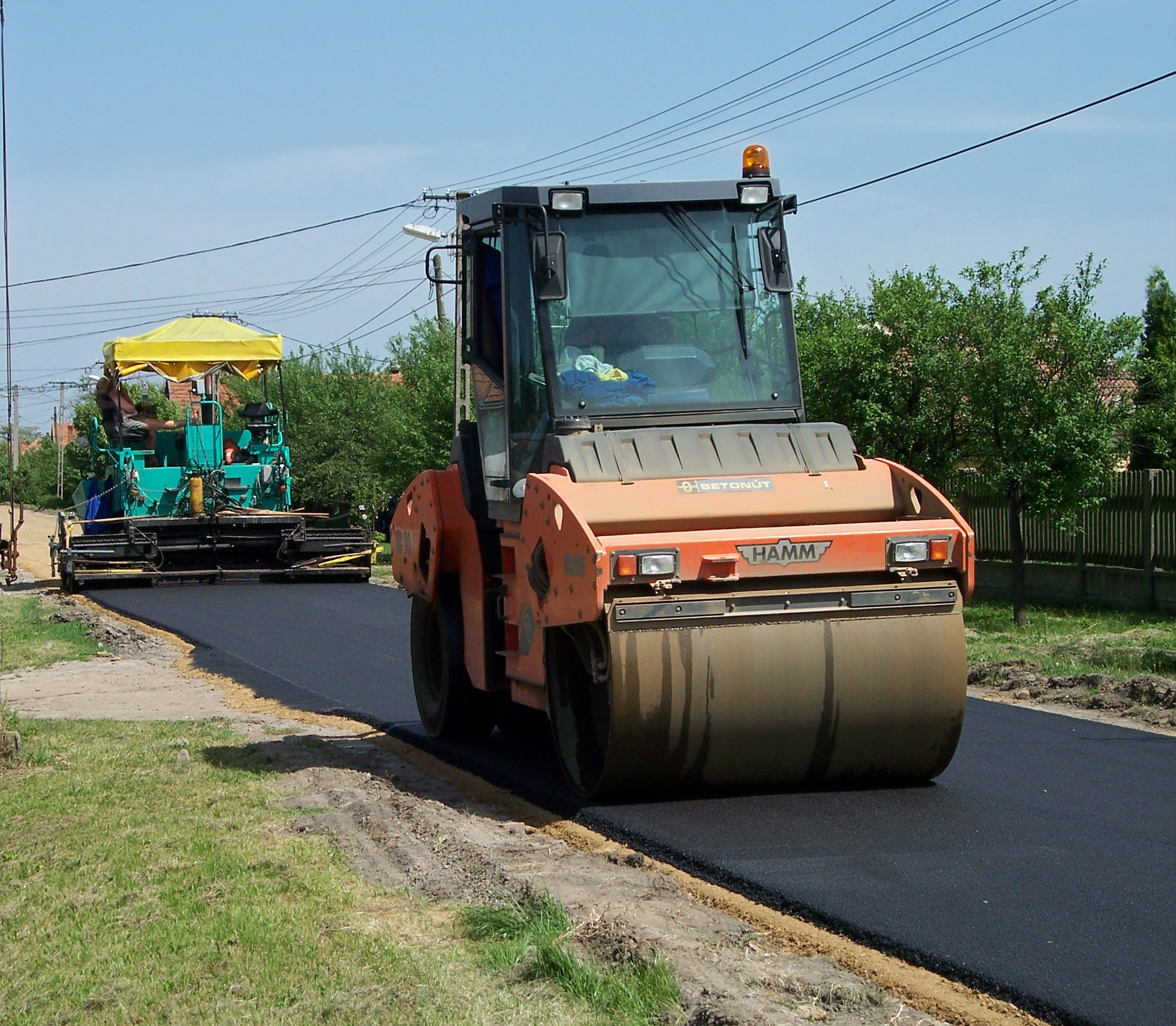
Construcció de carretera a Hongria amb un piconador d'asfalts.

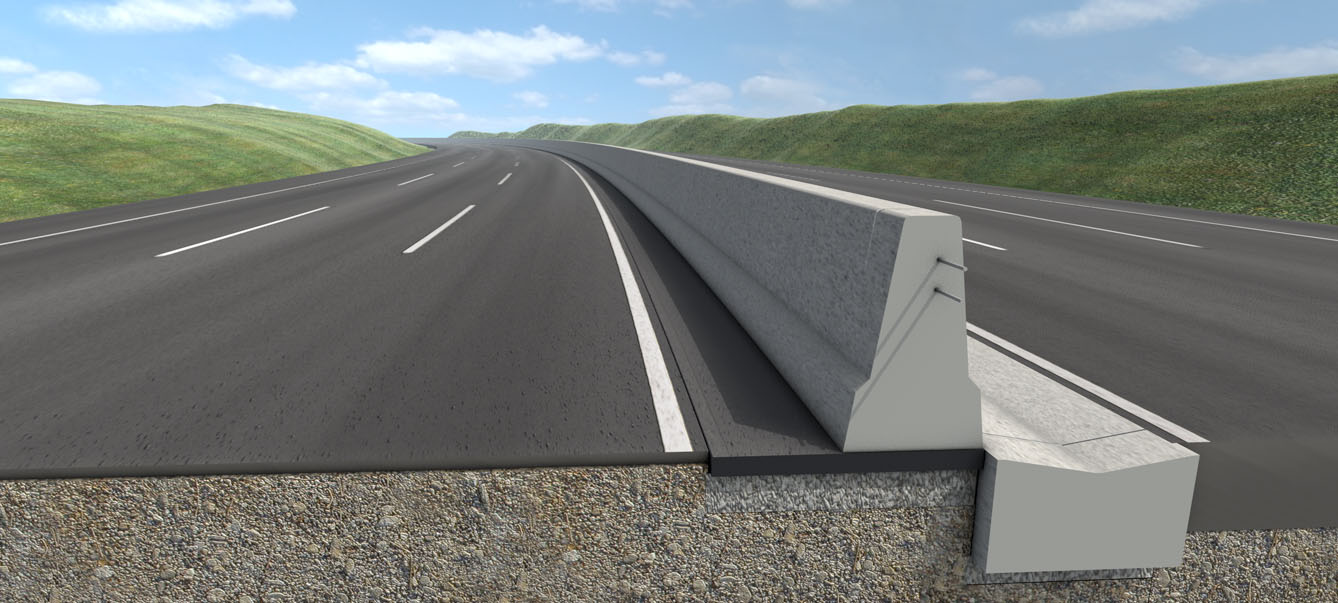
Secció d'autopista amb barrera.

La construcció de carreteres requereix la creació d'una superfície contínua, que travessi obstacles geogràfics i prengui una pendent suficient per permetre als vehicles o als vianants circular. i quan la llei ho estableixi han de complir una sèrie de normatives i lleis o guies oficials que no són d'obligat compliment. El procés comença de vegades amb la retirada de vegetació (esbrossi) i de terra i roca per excavació o voladura, la construcció de terraplens, ponts i túnels, seguit per l'estès del paviment. Existeix una varietat de equipo de moviment de terres que és específic de la construcció de vies.

### Aspectes ambientals
També es tindran en compte aspectes mediambientals com són:
- La natural exercida a poblacions silvestres d'animals que poden deixar d'estar en contacte.
- El drenatge transversal que serà necessari perquè els rius i les corrents d'aigua que circulen per les tàlvegs no es vegin interrompudes pels terraplens. Per evitar que aquests corrents es reactivin i enfonsin la via serà necessari la construcció d'obres de drenatge transversal o tatjes. Aquestes obres es dimensionen perquè transports les aigües de la major de les tempestes possibles en el període de durabilitat de la via, per exemple 100 anys[16]
- El drenatge longitudinal que implica el dimensionament de les cunetes que eviten que l'aigua accedeixi a la superfície de la calçada. Si existís una capa d'aigua sobre la carretera els pneumàtics dels cotxes podrien perdre el contacte amb l'asfalt i planejar sobre l'aigua. A aquest fenomen se li denomina hidroplanatge.

### Operacions prèvies i construcció
Les antigues superfícies de carreteres, les tanques, i edificis en la traça necessiten ser eliminats abans de començar la construcció, la qual cosa es denomina rebuig. Les canonades i conductes a més requeriran un estudi especial doncs generalment no es coneixen les seves posicions exactes. Els arbreés s'haurien de deixar per retenir l'aigua o ser desplaçats quan impedeixin la visibilitat. S'ha d'evitar afectar el sòl circumdant dels arbres que hem protegit perquè segueixin sans. El sòl vegetal ha de retirar-se de la construcció ja que no resisteix les càrregues de tràfic i afecta a la resistència de la via, a l'operació de retirada de terra vegetal se li denomina esbrossi. L'interessant serà apartar-ho i disposar-ho posteriorment sobre les espatlles dels terraplens per protegir-les de l'erosió superficial.
El procés més llarg ve dau pels moviments de terres per construir la superfície de la carretera. Les zones on s'eleva el terreny seran els terraplens i els trams on es rebaixa el terreny són els desmuntis. Segons la duresa del terreny i els rendiments que s'interessin obtenir s'utilitzarà una determinada maquinària per a moviments de terra o si no fos possible s'utilitzaria voladura. A l'estès de les capes li acompanyarà un procés de compactació per augmentar la capacitat portant del terreny. El conjunt s'anivellarà i es refinarà per estendre damunt la capa d'esplanada millorada i de ferm. La construcció acaba amb la col·locació de la senyalització vertical i horitzontal.

## Parts d'una carretera
Les carreteres, segons la seva complexitat consten de les següents parts:
- Calçada: La part de la carrer o de la carretera destinada a la circulació dels vehicles, pot estar composta d'un o varis carrils.

- Cuneta o drenatge: És una rasa o canal localitzada als costats dels carrers i que, a causa del seu menor nivell, rep les aigües pluvials i les condueix cap a un lloc que no provoquin danys o inundacions.

- Vorera: És una superfície pavimentada a la riba d'una carrer per a ús de persones que es desplacen caminant o vianants. Normalment se situa a banda i banda de la calçada.

- Pas de vianants: Són la zona d'intersecció una o més carrers i el trànsit per als vianants; és la part de l'itinerari per als vianants que creua la calçada de circulació de vehicles, al mateix o a diferent nivell.

- Carril bici: És un nom genèric donat als carrers destinats de forma exclusiva o compartida per a la circulació de bicicletes.

- Voral, zona de domini públic, zona de servitud i zona d'afecció.[17]

## Via de servei
La via de servei, o calçada de servei, és un camí sensiblement paral·lel a una carretera, respecte de la qual té caràcter secundari, connectat a aquesta solament en alguns punts i que serveix a les propietats o edificis contigus. Per les seves característiques, les vies de servei són elements funcionals i, com a tals, no tenen la consideració de carreteres, si ben pugues haver-hi carreteres que facin la funció de la via de servei, en aquest cas preval la condició de carretera sobre la de via de servei.
Les vies de servei poden ser unidireccionals o bidireccionals.

## Manteniment

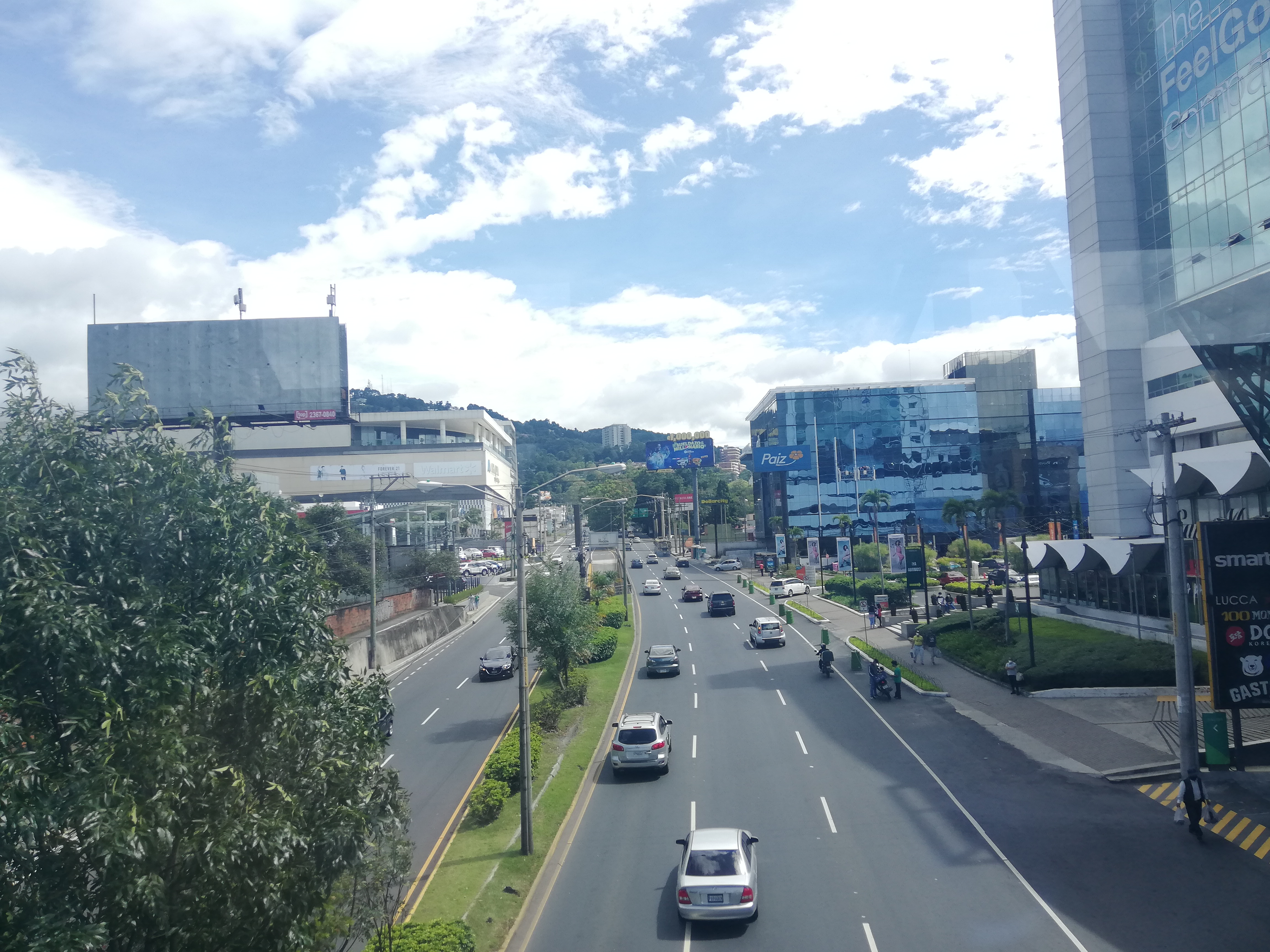
Carretera Panamericana a Ciutat de Guatemala, Guatemala.

Igual que qualsevol estructura les carreteres requereixen un constant manteniment. La deterioració és produïda principalment pel pas de vehicles, encara que també es veuen afectades per les condicions meteorològiques: pluja, expansió tèrmica i oxidació. D'acord als experiments realitzats en la dècada dels 50, anomenats AASHO Road Test, està empíricament demostrat que el desgast produït en el paviment és proporcional al pes suportat pels eixos elevat a la quarta potència. A Espanya el pes màxim està limitat a 10 tones per eix, el d'un automòbil pot rondar la tona per eix, llavors l'afectació del camió seria aproximadament 6.000 vegades major que la de l'automòbil. Per aquesta raó en el disseny de ferms s'utilitza com a dada d'entrada la intensitat de tràfic pesat i es menysprea el tràfic lleuger.

## Vegeu també

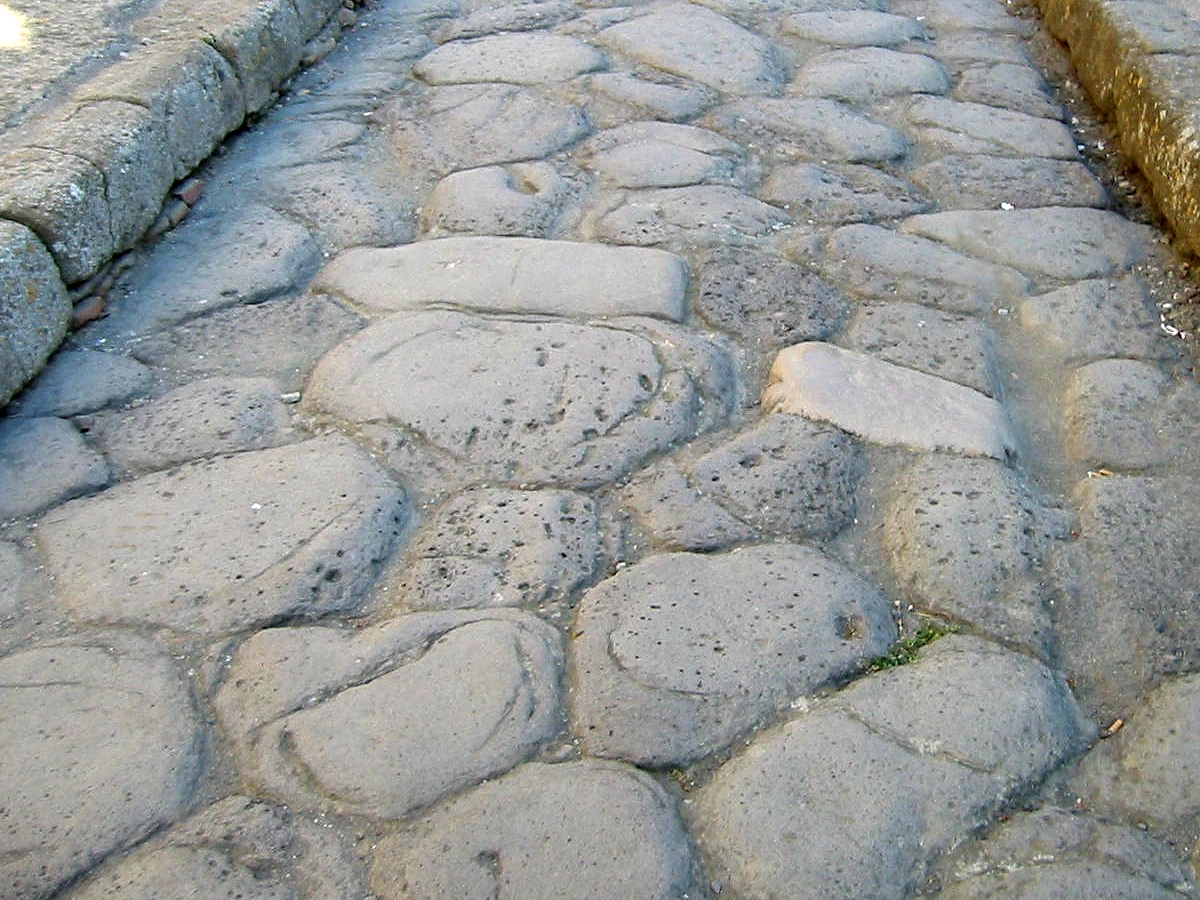
Carretera romana a Herculà.